# Східний тюркський каганат
Східний тюркський каганат — держава кочових тюрків. У 603 відбувся розпад Тюркського каганату на Західний та Східний. Каганат мав спільні протяжні кордони з Китаєм і вів часті війни з цією державою. Не раз відстоював свою самостійність у великих боях зі своїм південним сусідом. Кілька великих битв, в яких каганат здобув перемоги, сталися наприкінці VII століття і в першій половині VIII століття.
Танська імперія захопила Східний каганат в 630.
Сталося повстання кок-тюрків на чолі з Кутлугою 682 і відновлення Східного каганату під назвою Кок-Тюркський каганат. Кутлуг розгромив китайські війська в Сіньчжоу в 686. Набіг Мочура на Лінчжоу в 694. Вторгнення Мочура в Китай та розгром імперських військ в 698.
Після поразки в 745 в битві з уйгурами під проводом хана Моюн-Чура, на землях Східного каганату виник Уйгурський каганат, що проіснував у 745-840.

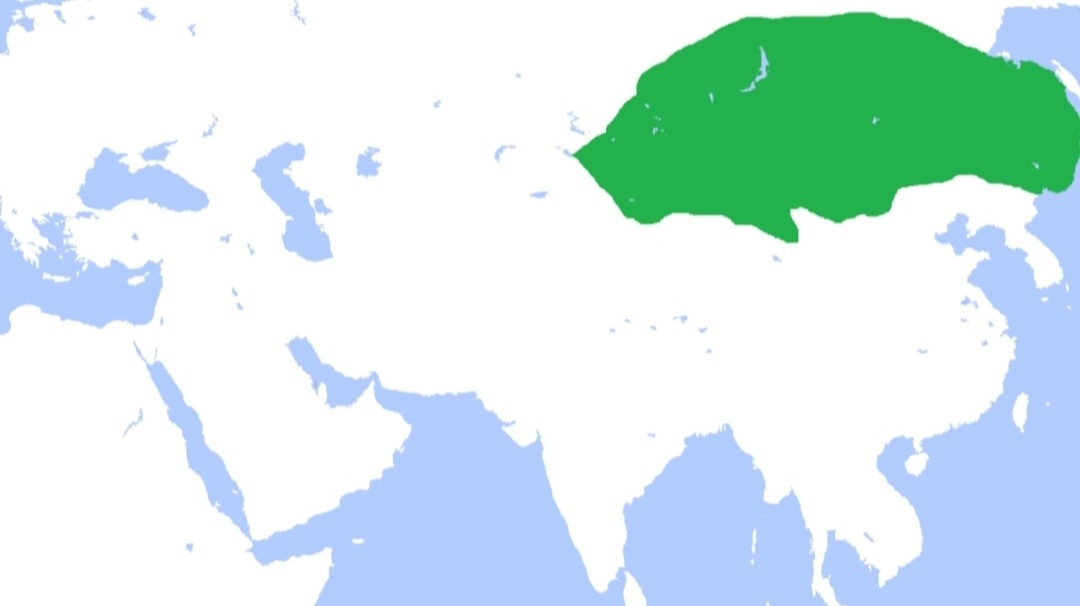
Східний тюркський каганат.